# Nenehuaca
Nenehuaca är en ort i Mexiko.   Den ligger i kommunen Chichiquila och delstaten Puebla, i den sydöstra delen av landet, 220 km öster om huvudstaden Mexico City. Nenehuaca ligger 1 841 meter över havet och antalet invånare är 1 026.
Terrängen runt Nenehuaca är lite bergig. Runt Nenehuaca är det tätbefolkat, med 276 invånare per kvadratkilometer. Närmaste större samhälle är Huatusco de Chicuellar, 7,8 km öster om Nenehuaca. I omgivningarna runt Nenehuaca växer i huvudsak städsegrön lövskog.